# Arme Irre
Arme Irre ist noch heute eine in der Umgangssprache eher herablassende Bezeichnung für die mit psychischen Problemen belastete Gruppe der armen Gesellschaftsschicht. In der Geschichte der Psychiatrie stellen arme Irre andererseits aber auch die bis heute traditionell bedeutsamste Personengruppe dar, die angesichts der Gefahr der Verelendung noch vor dem Beginn der sozialen Frage im Industriezeitalter von öffentlicher Seite aus unterschiedlichste Hilfen zu erwarten hat und hatte. Die Bezeichnung arme Irre stammt aus dem ersten Drittel des 18. Jahrhunderts. Daher rührt noch heute, wie der Psychiater Klaus Dörner meint, eine Mischung aus Verachtung und Mitleid für den mit diesem Begriff behafteten Personenkreis.

## Unterbringung und Zwangsmaßnahmen
Entscheidend für die verbreitete Beachtung, die der Begriff Arme Irre fand, war die ursprüngliche Anwendung von Zwangsmaßnahmen zu ihrer Ausgrenzung, die selbstredend ihre soziale Ächtung verstärkte. Dazu schreibt Erwin H. Ackerknecht:
„Die absolutistischen Regierungen beschlossen um die Mitte des 17. Jahrhunderts die soziale Krise dadurch zu beseitigen, daß sie alle Armen einsperrten. In Paris erfolgte dies ‚renfermement des pauvres‘ im Mai 1657. Die Männer kamen ins Bicêtre, die Frauen in die Salpêtrière. Diese Bettlergefängnisse trugen in Frankreich den verlogenen Namen ‚Hôpital general‘, in Deutschland den ehrlicheren ‚Zuchthaus‘, in Großbritannien ‚workhouse‘. In ihnen waren Bettler und Vagabunden mit Krüppeln, Greisen, Waisen, Prostituierten, Geschlechtskranken, Homosexuellen, ‚Ungläubigen‘, Strafgefangenen und Geisteskranken eingesperrt. ... Während die Unterbringung von Geisteskranken in Gefängnissen bis dahin nur gelegentlich erfolgte, wurde sie durch die Maßnahmen der absolutistischen Regierung zur Regel. ... Die Gefängnisabteilung der Salpetrière wurde erst 1795, die von Bicêtre gar erst 1836 abgeschafft. Noch 1828 befanden sich in England 9000 Geisteskranke in ‚workhouses‘.“
„Selbst die von St. Vincent de Paul, der für eine menschliche Behandlung der Irren kämpfte, im 17. Jahrhundert gegründeten weniger unmenschlichen kirchlichen Privatanstalten, wie St. Lazare in Paris, waren gleichzeitig Gefängnis und Irrenhaus und ersparten so dem Geisteskranken nicht den Makel des Asozialen.“
Die Unterbringung der Armen Irren in den für sie vorgesehenen staatlichen Einrichtungen war somit gleichbedeutend mit sozialer Ächtung infolge der in diesen Einrichtungen üblichen spezifischen Zwangsbehandlung. Die Unterbringung begüterter psychisch Kranker erfolgte jedoch demgegenüber in der Regel in kleineren privaten Einrichtungen, die in Frankreich „petites maisons“ und in England „lunatic asylum“ hießen. Erwin H. Ackerknecht meint jedoch, dass weder die Bettlergefängnisse noch die kleinen privaten Pensionen bzw. „petites maisons“ als die Wiege der späteren Psychiatrie zu betrachten seien, sondern vielmehr eine dritte Gattung von Einrichtungen, nämlich die kleinen Privatanstalten („Maisons de Santé“) wie z. B. Pinel sie kannte im Privatsanatorium des Tischlers Jacques Belhomme, wo er ab 1784 tätig war. Demgegenüber betont Klaus Dörner das selbstbewusste sozialpolitische Engagement der englischen Bürgerschaft, wie es sich z. B. in der Gründung des York Retreat zeigt. Die Privatanstalten waren zwar vornehmlich für die Aufnahme begüterter Kranker vorgesehen, in England gab es jedoch auch zu dieser Zeit Verträge der Kostenübernahme mit den entsprechenden Gemeinden zur Übernahme von „Armen Irren“. – In England sind die „Armen Irren“ („pauper lunatics“) erst 1714 Gegenstand eines durch das Parlament beschlossenen Gesetzes zur wirksameren Bestrafung der Spitzbuben, Vagabunden, hartnäckigen Bettler und Landstreicher. Der einzige Vorteil, den die psychisch Kranken gegenüber anderen durch dieses Gesetz Internierten besaßen, war, dass sie vom Auspeitschen („whipping“) ausgenommen waren.

## Historische Betrachtung
Klaus Dörner hält die folgenden vier historischen Aspekte für den Begriff der „Armen Irren“ für maßgeblich:
1. Administrative Ausgrenzung im Rahmen absolutistischer Reglements („renfermement des pauvres“ Paris 1657, Act of Parliament, London 1714)
2. Behandlung der sozialen Frage (Finanzierung von Einrichtungen für psychisch Kranke)
3. Philanthropische Vorstellungen (Moralische Behandlung)
4. Vom psychiatrischen Krankheitsbegriff nicht erfassbare begüterte Kranke (Klassenspezifische Psychopathologie)

## Heutige Situation
Auf den Aspekt der Ausgrenzung von Personen in sozialstaatlicher Hinsicht und sogar auf die Enteignung der Gesundheit im gesellschaftskritischen antikapitalistischen Sinne haben Dorothee Roer und Dieter Henkel hingewiesen. Abgesehen davon, dass die Autoren nicht zwischen Faschismus und Nationalsozialismus unterscheiden, führen sie die NS-Euthanasie hauptsächlich auf eine sozialdarwinistische Lösung der sozialen Frage zurück. Die Überschneidung ordnungsstaatlicher und psychiatrischer Aufgaben hat heute jedoch gerade in Hadamar zur erneuten Verflechtung und damit auch zu konflikthafter Entwicklung politischer und psychiatrischer Gesichtspunkte geführt.
Das Sozialistische Patientenkollektiv Heidelberg hat ähnliche Maximen aufgestellt, insofern als eine gewaltsame und illegale (aus eigener Sicht „revolutionäre“) Praxis betrieben wurde.